# Pierre Goudouli
Pour les articles homonymes, voir Pierre Goudelin (homonymie).
Pèire Godolin, dont le nom est le plus souvent francisé en Pierre Goudouli, ou encore Pierre Goudelin, né en 1580 à Toulouse où il est mort le 10 septembre 1649, est un poète occitan. Il écrivait en occitan toulousain.

## Un poète toulousain du début duXVIIesiècle

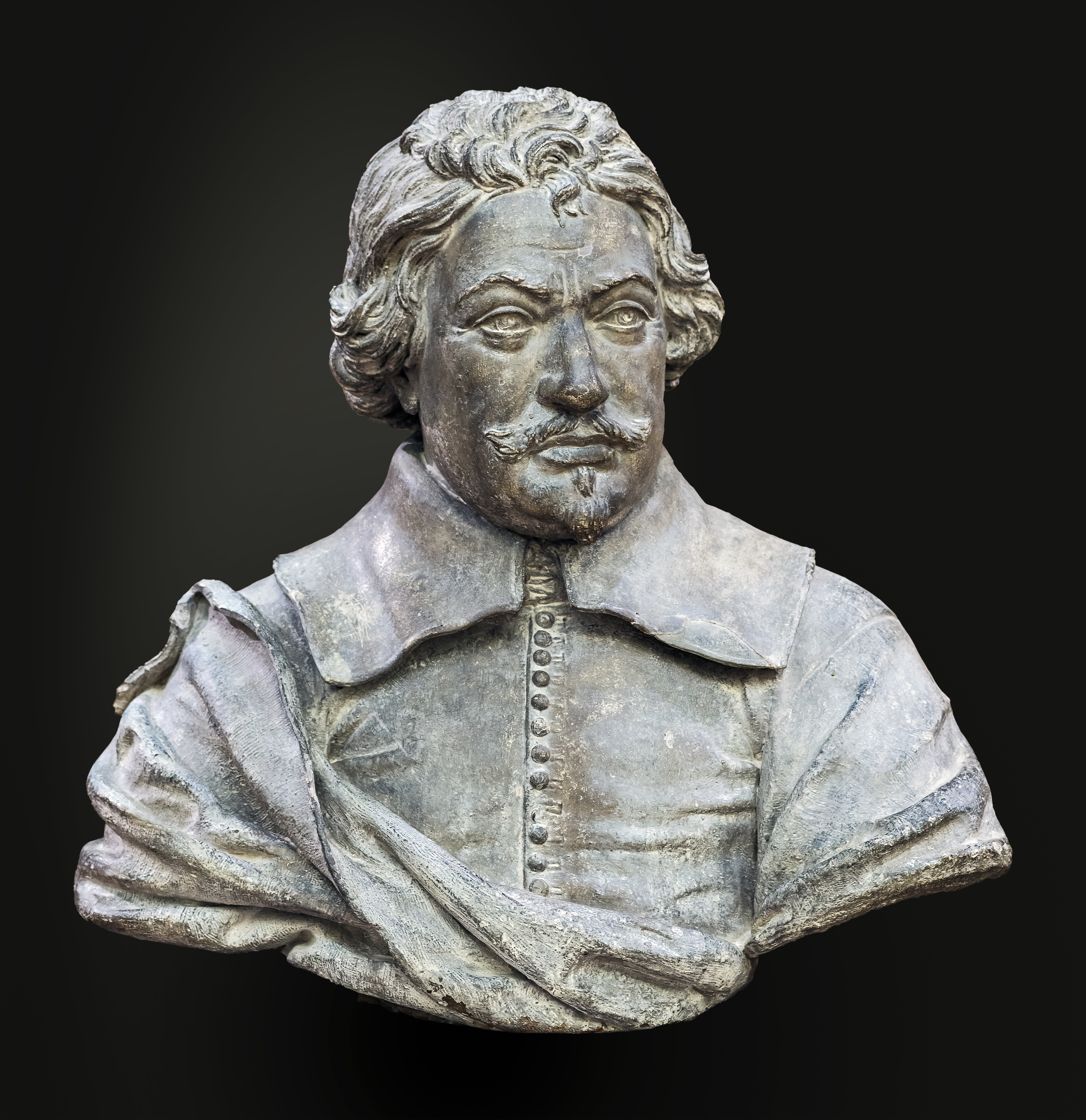
Pèire Godolin par Marc Arcy - Musée des Augustins de Toulouse

Dans l'ouvrage collectif Pages choisies des écrivains languedociens du XVIIe siècle (1946), se trouve le commentaire suivant : « Goudelin fut aussi un chef d'école et l’un des plus ardents mainteneurs de la langue d'Oc. Dans son Contre toi, Livret, il relie son inspiration, indirectement il est vrai, à celle des troubadours, et dans l’avertissement qu'il place au début de son ouvrage, il prend vigoureusement la défense de la langue occitane, dont il vante à la fois l’antiquité et le génie: c'est une véritable profession de foi, que cette affirmation demeurée célèbre;  ":...Noirigat de Tolosa, me plai de mantener son lengatge bel...." / "Nourri de Toulouse il me plait de maintenir sa grande langue".  En cela, il est à rapprocher de PEY DE GARROS, qui fut lui aussi un grand poète et un ardent patriote occitan ».
Fils de Raymond Godolin, avocat catholique, il est lui-même homme de loi après avoir étudié chez les jésuites. Il commence sa carrière dans une société toulousaine marquée par la violence des guerres de religion. Vers 1600, la ville ligueuse et son parlement local sont repris en main par Henri IV. Les élites culturelles y sont donc surveillées jusqu'en 1610. À cette époque, Peyre Godolin s'affirme dans le milieu des poètes locaux, (dont son ami poète gascon Bertrand Larade ou plus tard Guilhem Ader et Jean-Géraud d'Astros) comme le plus inventif, utilisant l'ensemble des registres de langues. Mais, sans doute en raison de cette indépendance d'esprit, il ne parvient pas à recevoir de récompense aux jeux floraux, en dehors d'une, mineure, pour un poème au roi Henri IV, en français. Repéré par le gouverneur de la ville Adrien de Montluc-Montesquiou, il devient le concepteur de spectacles poétiques et populaires au moment des carnavals de Toulouse (il joue de la musique et danse). À partir de 1617, il publie, sous la protection des Grands locaux (Monluc puis Henri II de Montmorency) diverses pièces d'un éclectisme baroque, souvent truffées de doubles sens et pleines d'inventivité. La ville est alors marquée par les désordres de la régence de Marie de Medicis qui entre 1610 et 1617, permettent une grande liberté de ton. La progressive remise au pas du royaume par Louis XIII à partir de 1617, se marque à Toulouse par l'exécution de Giulio Cesare Vanini (1619) et par celle, en 1632, de Montmorency, révolté contre Louis XIII. Désormais sans protecteur, dans une ville marquée par des années noires (peste, guerres…) Godolin est victime d'une nouvelle édition de ses œuvres qui paraît en 1637, contre son gré. Il la fait remplacer par une nouvelle parution dès 1638, dans laquelle il remet en ordre les textes et corrige un passage où on lui faisait célébrer la victoire du roi contre la rébellion, là où Goudouli choisit de ne célébrer que le printemps de la paix retrouvée. Une pension de 300 livres lui est votée par les capitouls à la fin de sa vie, qu'il passe au carmel. La publication définitive de son Ramelet Moundi est faite en 1648.

## L'auteur duRamelet Moundi

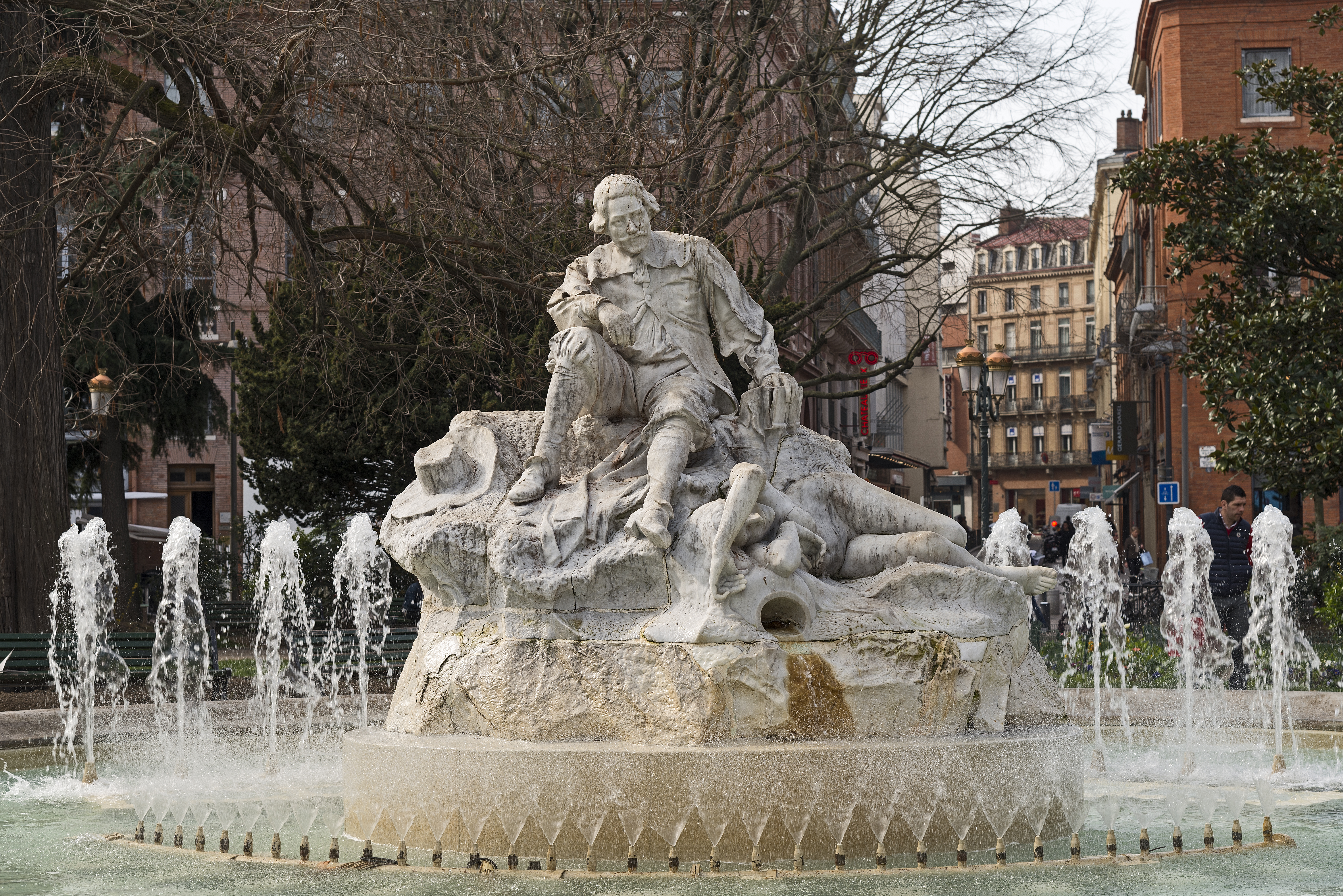
Statue de Pierre Goudouli par Alexandre Falguière à Toulouse

Son œuvre maîtresse est le Ramelet Moulin (qu'on peut traduire par le Bouquet toulousain, mais qui est un titre polysémique : le « bouquet » est aussi « la branche, le rameau », et « moundi » est un jeu de mots sur Moundi = Raymond, le prénom des comtes de Toulouse, mais aussi « le monde », voire « mon Dieu » et même « mon dire » = ce que j'ai dit). La publication de ce recueil éclectique rédigé en occitan, s'est étalée de 1617 à 1648. Il comporte des odes, des stances (dont A l'hurouso memorio d'Henric le Gran, composée en l'honneur du roi Henri IV), des sonnets, quatrains et autres (proses carnavalesques, chansons à boire, noëls etc.). Il a écrit également des carnavals,.
Émule d'une école locale poétique proche de l'esthétique baroque de Théophile de Viau, de l'écriture de Mathurin Regnier et de l'état d'esprit épicurien de Michel de Montaigne, poète reconnu du XVIIe siècle, Godolin voit ses œuvres régulièrement rééditées (20 éditions au XVIIe siècle). Certains passages de Molière (qui passe par Toulouse en 1649) ou de Savinien Cyrano de Bergerac sont inspirés de ses textes. Il est toutefois victime, pour la postérité, à la fois de sa langue et de la perte de goût pour l'humour et la liberté profuse des baroques à partir de François de Malherbe. Goudouli est en effet en double contradiction avec la politique de contrôle de la langue et des lettres du cardinal Richelieu qui crée une langue centralisée à l'Académie française, et réprime des écrivains comme Théophile de Viau).
Goudouli est donc parfois oublié. Mais il est aussi tour à tour célébré comme un précurseur du classicisme (1678), comme un porteur de l'âme populaire locale, comme un symbole de la poésie occitane passeur entre la poésie des troubadours et le mouvement du félibrige (Frédéric Mistral), comme gloire toulousaine, comme un porte-parole de l'aristocratie (Jaurès 1909), puis après les années 1960 comme le chantre d'une indépendance culturelle ouverte, Goudouli est régulièrement redécouvert.
Plusieurs monuments ou statues ont été réalisés en son honneur par exemple à Fenouillet. Celui de la salle des Illustres au Capitole de Toulouse est l'œuvre du sculpteur occitan Antonin Carlès. Celle de la place Wilson est l'une des statues les plus connues des Toulousains (elle aurait été commencée par Falguière).

## Œuvres

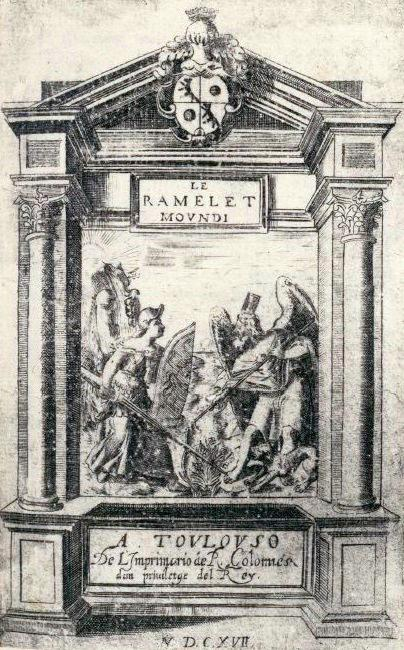
Couverture du Ramelet Moundi de Pèire Godolin, en 1648.

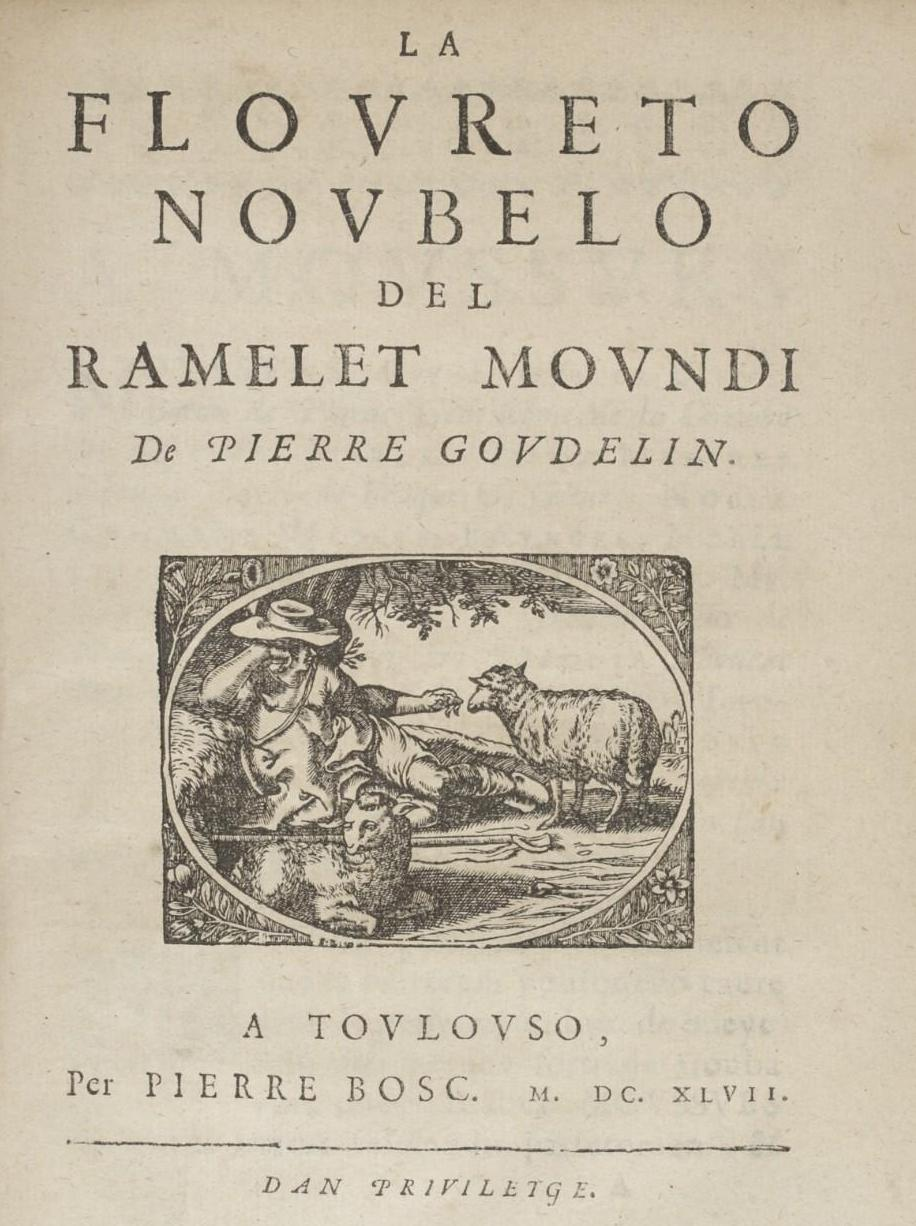
Autre édition, de l'année 1647.

- Stances sur la mort d'Henri IV (1610)
- Le Ramelet Moundi (1617-1648)[5]
- Las Obras (1647)[6]
- Œuvres complètes Delboy, 1843[7]

## Extraits
Le Ramelet Moundi, Prumiero floureto. 1617
A TOUTS
damb un trinfle d'abertissomen
Siôn quitis dan les que dounon del nas à la lengo moundino, tant per nou se poude pas enprigoudi dedins la couneissenço de sa gracio, coumo per nous fa creire qu'elis an troubat la fao à la coco de la sufisenço. Acampen le mesprèts dan le mesprèts, et de toutos lours paraulos uflados et trufandièros fazan autant de mobles de boudouflo, RE. […]

### Sonnet de laSegonda Floreta
Bèlas de qui le Cèl manlèva le visage

Quand vòl brodar de lums son grand abilhament,

E dont la galhardiá fòrça tan doçament

Que tot còr va bocar jos l'arquet d'un mainatge;

Guinholet e Lirís, perleta del vilatge

Vos desiran far part de lor contentament,

Quand pifres e clarins, d'ungai resonament,

Cercan de gratilhons les pès e le coratge;

Sense nos mespresar per n'èstre que Pastors

Venètz tastar le gaug de vòstres servitors,

E guimbar bravament sur l'erbeta florida.

Un Decembre d'afars non nos tòrra jamai,

A l'An de nòstra umor non se tròba que Mai

Que de mila plasers nos corona la vida.

## Publications
- Godolin, Pèire. Œuvres complètes réunies et présentées par Pierre Escudé, 2009, 415 pages, Toulouse : Privat,  (ISBN 978-2-7089-5622-3)
- Godolin, Pèire. Le Ramelet Mondin & autres œuvres. Édition établie par Philippe Gardy. Aix-en-Provence : Édisud, 1984 (édition en transcription classique).

## Hommages toulousains
- Chemin du Ramelet Moundi à Lardenne
- Cours Goudouli avec statue du poète, et rue Goudouli à Quint-Fonsegrives
- Rue Goudouli, près du Pont des Demoiselles
- Monument à Goudouli par Antonin Carlès salle des Illustres 1911
- Buste réalisé par Marc Arcis au musée des Augustins ; il se trouvait originellement dans l'ancienne salle des Illustres
- Statue d'Alexandre Falguière, place Wilson
- Lou Ramelet Moundi, groupe folklorique toulousain fondé en 1939

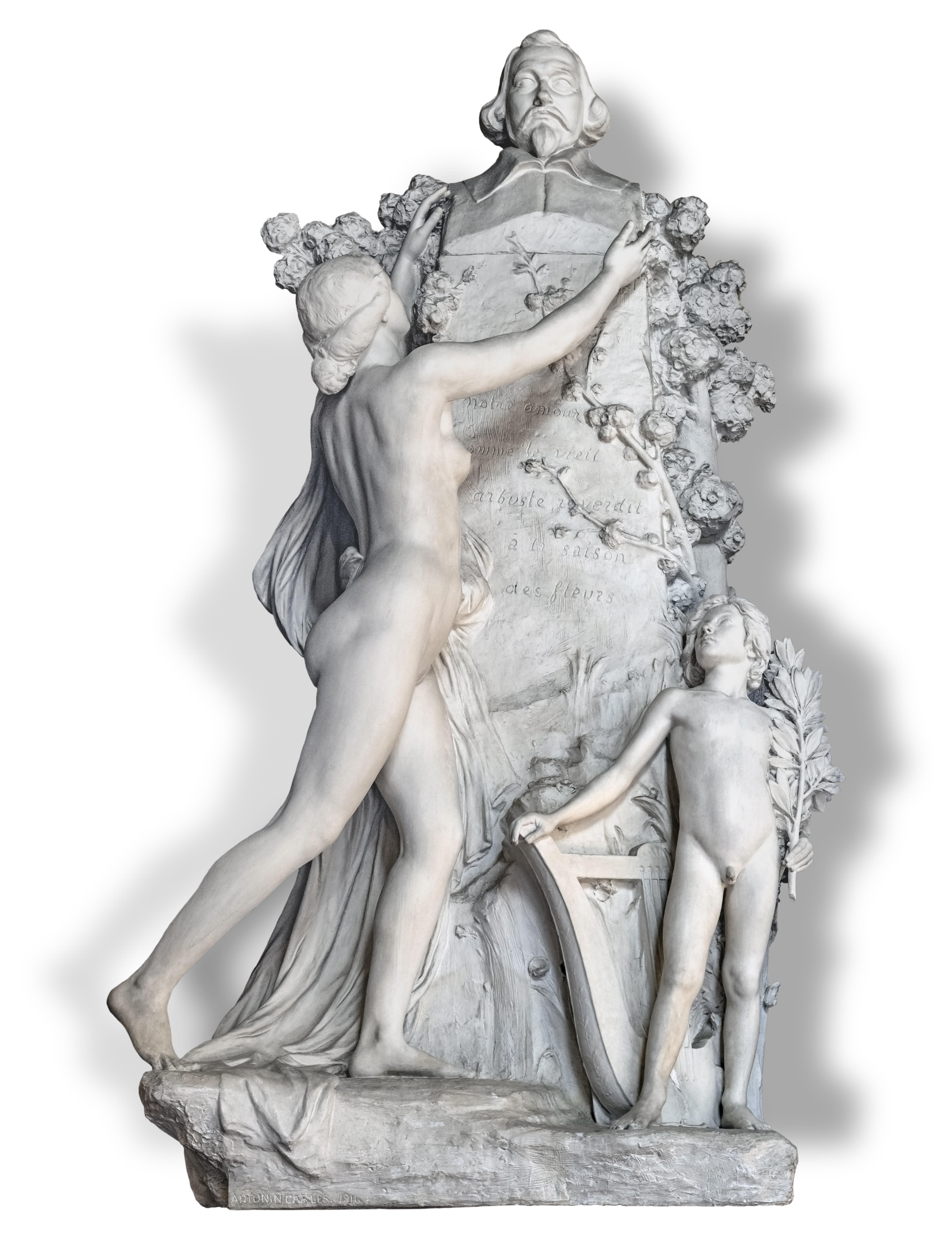
Monument à Goudouli par Antonin Carlès salle des Illustres
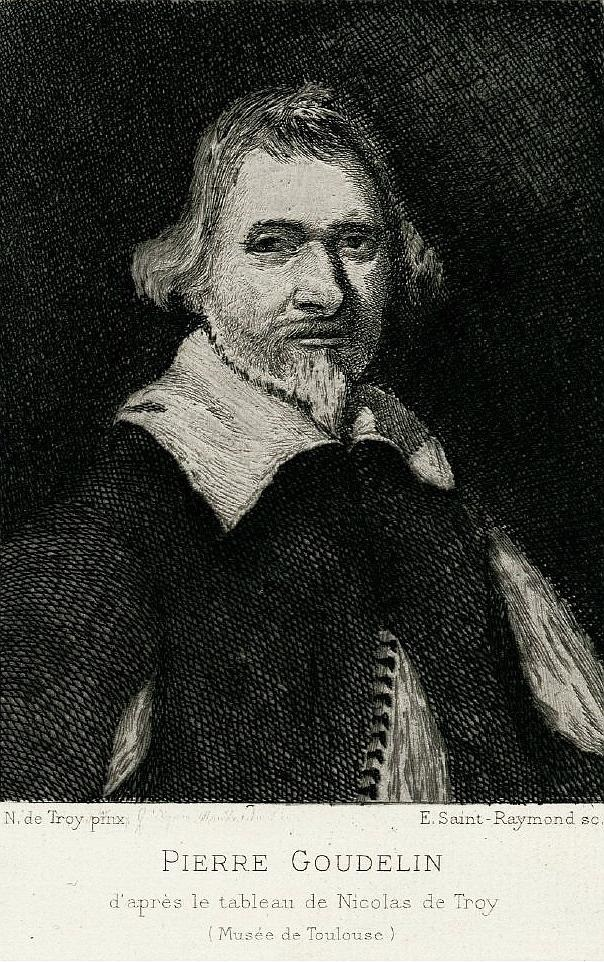
Pierre Goudelin, d'après le tableau de Nicolas de Troy

## Pour approfondir